# Nepalschwalbe

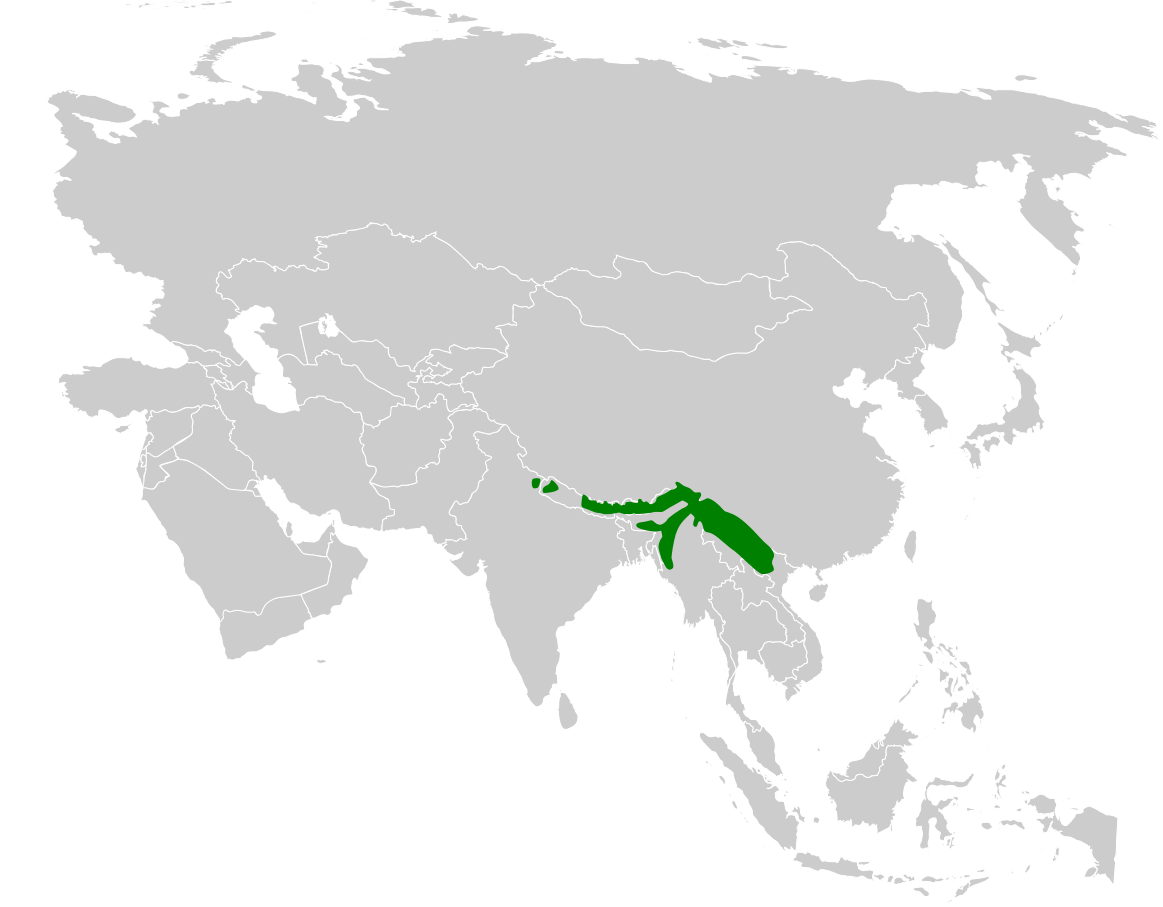
Verbreitungsgebiet der Nepalschwalbe

Die Nepalschwalbe (Delichon nipalensis, Syn.: Delichon nipalense) ist eine Vogelart aus der Familie der Schwalben (Hirundinidae). Sie ist neben der auch in Mitteleuropa beheimateten Mehlschwalbe und der Kaschmirschwalbe die dritte Art, die der Gattung Delichon zugeordnet wird. Für sie werden zwei Unterarten beschrieben.
Die Nepalschwalbe ähnelt in ihrem Äußeren der Mehlschwalbe sehr. Wie diese hat sie eine schwarz-blaue Körperseite, eine weiße Körperunterseite und einen weißen Bürzel. Wichtigstes äußeres Unterscheidungsmerkmal zur Mehlschwalbe ist die blauschwarze Kehle, d. h. die blauschwarze Kopfbefiederung erstreckt sich bei der Nepalschwalbe über einen größeren Teil des Kopfes. Ein weiteres Unterscheidungsmerkmal ist das deutlich gerade verlaufendere Schwanzende.
Das Verbreitungsgebiet der Nepalschwalbe erstreckt sich im Himalaya über Nepal, Nordostindien, Bangladesch bis in den Westen und Norden von Burma sowie von Tonkin. In diesem Verbreitungsgebiet brütet sie in einer Höhenlage von 1000 bis 4000 Metern. Ihr Verbreitungsschwerpunkt liegt bei 1000 bis 3000 Metern. Ihre Nester baut sie an senkrecht fallende Felsenklippen, die vegetationsfrei sein müssen, damit die Lehm- und Erdklümpchen, aus denen Nepalschwalben ihr halbkugelförmiges Nest errichten, am Felsen haften bleibt. Anders als die Mehlschwalbe sind Nepalschwalben Standvögel; außerhalb der Brutzeit führen ihre Nahrungsflüge sie jedoch bis in eine Tiefe von 350 Meter über NN herab. Sie leben ausschließlich von Insekten, die sie im Flug erjagen.
Die Brutzeit variiert je nach Verbreitungsgebiet und Höhenlage. In Nepal beginnen die ersten Nepalschwalben bereits im März zu brüten; die letzten Brutpaare kommen im Juni zur Brut. In Burma dagegen ist die Brutzeit auf einen kürzeren Zeitraum zusammengedrängt. Hier brüten die Nepalschwalbenpaare im April bis Mai. Beide Geschlechter sind am Nestbau, der Bebrütung des Geleges und der Jungenaufzucht beteiligt.

### Einzelbelege
1. ↑  Turner, S. 232